# Iain Mattaj

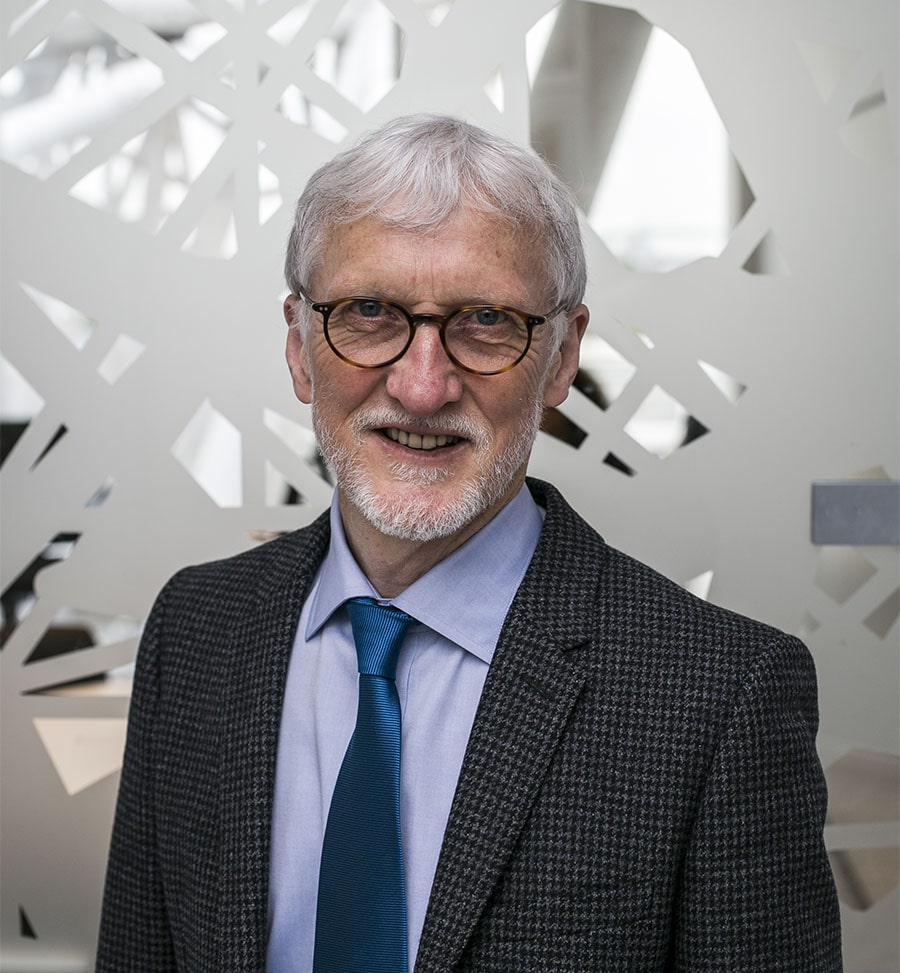
Iain Mattaj

Iain William Mattaj (* 5. Oktober 1952 in St Andrews, Schottland) ist ein britischer Biochemiker und Molekularbiologe. Er war zwischen 2005 und 2018 Generaldirektor des Europäischen Laboratoriums für Molekularbiologie (EMBL) mit Sitz in Heidelberg. Anschließend fungierte er von 2019 bis 2023 als Gründungsdirektor der Human Technopole in Mailand.

## Leben
Mattaj studierte an der Universität Edinburgh (Bachelor-Abschluss) und wurde 1980 an der Universität Leeds mit einer Dissertation über Glutamat-Dehydrogenase in Biochemie promoviert. Als Postdoktorand forschte er am Friedrich-Miescher-Institut und an der Universität Basel. 1985 wurde er Gruppenleiter am EMBL in Heidelberg. 1990 wurde er dort Koordinator der Einheit Genexpression. 1999 wurde er wissenschaftlicher Direktor und 2005 Generaldirektor; eine Position, die er bis Ende 2018 innehatte.
Er befasste sich zunächst mit Ribonukleoproteinen (RNP), die Vorläufer der m-RNA bearbeiten. Das führte zu Studien des Transports von RNA und Proteinen zwischen Zellkern und Zytoplasma. Später befasste er sich mit dem Mechanismus der Mitose und deren Regulation und der Rolle die Enzyme wie Ran GTPase dabei spielen einschließlich des Aufbaus des Spindelapparats, Aufbau des Zellkerns und von Poren im Zellkern.
2001 erhielt er den Louis-Jeantet-Preis und 2012 war er Preisträger der Feldberg Foundation. Er ist Fellow der Royal Society of Edinburgh und der Royal Society (1999). Außerdem ist er Mitglied der European Molecular Biology Organization (1989), der Academia Europaea (1999), der Deutschen Akademie der Naturforscher Leopoldina (2005), der American Academy of Arts and Sciences (2002) und der National Academy of Sciences (2017). Mattaj war Präsident der RNA Society. Er ist Ehrendoktor in Edinburgh (2010), Dundee (2012) und Umeå (2013) und hat eine Honorarprofessur an der Universität Heidelberg.
1990 bis 2004 war er Executive Editor des EMBO Journal.

## Schriften (Auswahl)
- mit Ludwig Englmeier: Nucleocytoplasmic transport: The soluble phase, Biochemistry, Band 67, 1998, S. 265–306